# Spock

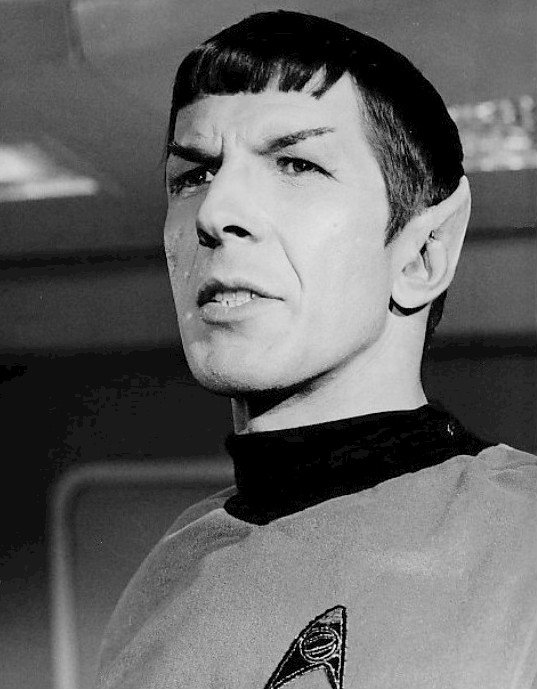
Leonard Nimoy jako Spock w roku 1967

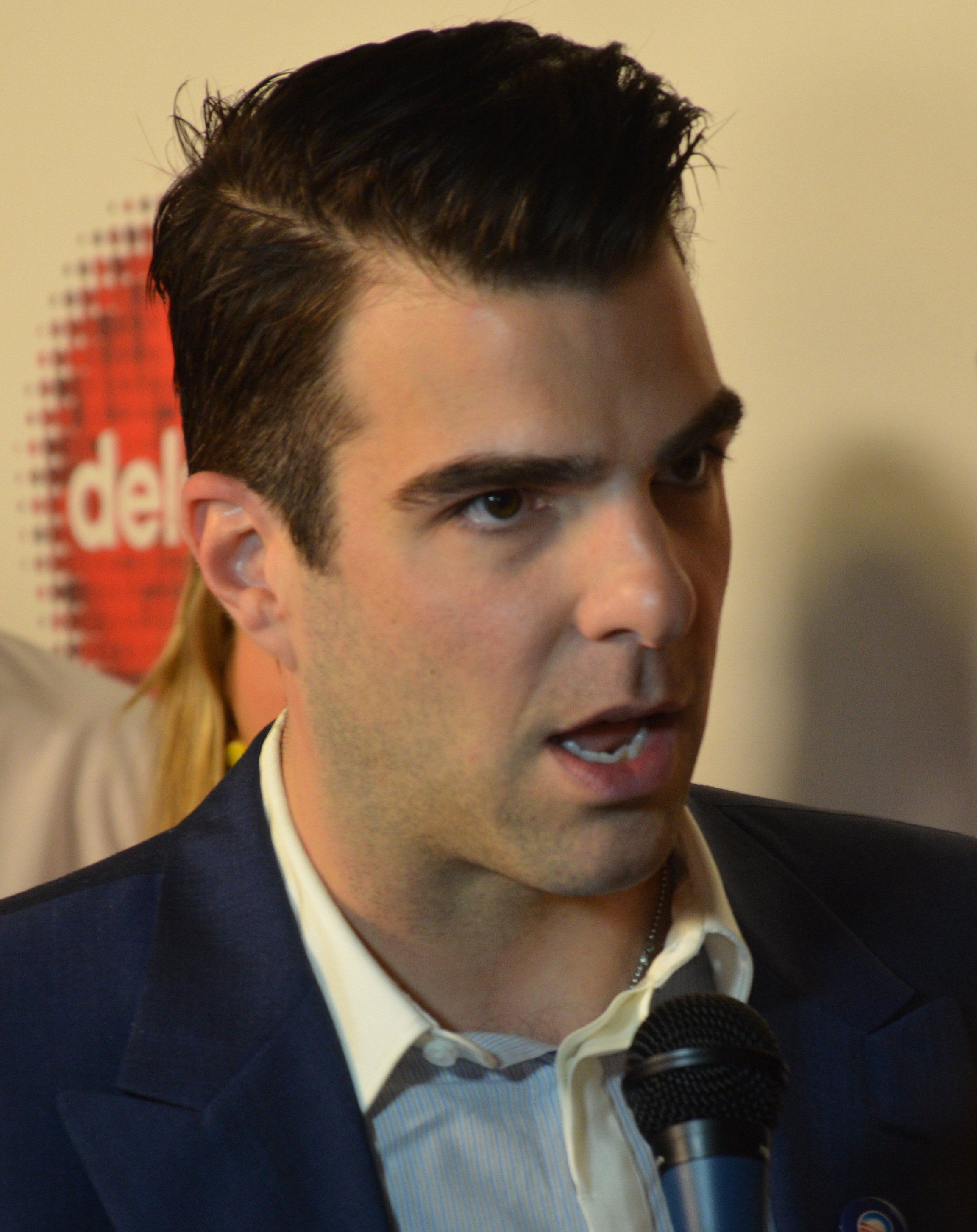
Aktor Zachary Quinto

Spock – fikcyjna postać, bohater serialu Star Trek: The Original Series, Star Trek: Discovery (sezon 2), Star Trek: Strange New Worlds oraz dziewięciu filmów pełnometrażowych Star Trek: pierwszych sześciu, opartych na oryginalnej serii, jak również trzech filmów najnowszej serii, zapoczątkowanej przez Star Trek (XI).
Jest jedną z najbardziej rozpoznawalnych postaci amerykańskiej telewizji lat sześćdziesiątych XX wieku. Spock jest kosmitą, pół-Wolkanem, pół-człowiekiem. W serialu pełnił funkcję pierwszego oficera USS Enterprise NCC-1701. W filmach pełnometrażowych pierwszego oficera USS Enterprise NCC-1701-A. Jego osobiste zmagania pomiędzy logiczną naturą wolkańską a ludzkimi emocjami tworzyły ciekawe wątki, przeplatające fabułę pierwszego serialu. Odtwórcą roli w serialu i pierwszych sześciu filmach był Leonard Nimoy, natomiast w nowych filmach w postać wcielił się aktor Zachary Quinto, znany z roli Sylara w serialu Herosi. W dwóch filmach z najnowszej serii – Star Trek i W ciemność. Star Trek – pojawił się także Nimoy, grający starszą wersję postaci.

## Życiorys
Jako zdolny młodzieniec, zadziwił wiele osób odrzucając zaproszenie do Wolkańskiej Akademii Nauk na rzecz Akademii Gwiezdnej Floty. Posiadając wykształcenie akademickie, zdecydował się na karierę oficera naukowego. Służył na wielu jednostkach, ale najbardziej znany jest z wieloletniej służby na USS Enterprise, najpierw pod kapitanem Christopherem Pike’em, a następnie pod dowództwem kapitana Jamesa Kirka. Po śmierci pierwszego oficera, Gary’ego Mitchella na początku służby Kirka, Spock przyjął również obowiązki pierwszego oficera. Jest to precedens w tamtych czasach, a podobną sytuację powtórzył komandor podporucznik Data.
Spock został zaręczony z T’Pring, dzieckiem z innego ważnego klanu. Częściowo z powodu swojego mieszanego rodowodu, pierwszy pon farr przechodził Spock już jako dojrzały mężczyzna, ale możliwe jest również, że dyscyplina umysłowa Spocka pozwalała mu zapanować nad plak-tau we wcześniejszych latach. Spock wrócił na Wolkana aby przekonać się, że jego partnerka odrzuca przyjęcie małżeństwa oferując wyzwanie. T’Pring wybrała na swojego wojownika Jamesa Kirka, który przegrał pojedynek. Życie kapitana zostało uratowane przez doktora McCoya. Spock uwolnił T’Pring ze zobowiązań. Nie jest wiadomo, czy Spock przechodził później pon farr, chociaż jego ciało było poddane podobnemu procesowi podczas incydentu Genesis. Chociaż Spock w końcu ożenił się, nie wiadomo nic pewnego o jego wybrance. Spock nie miał dzieci.
Po latach służby na Enterprise Spock zrezygnował ze służby we Flocie, kiedy statek powrócił na Ziemię do gruntownej modernizacji. Powrócił na Wolkana, gdzie rozpoczął szkolenie Kolinahr w Gol. Z powodu ludzkiej domieszki genów nie udało mu się zupełnie stłumić emocji. Spock opuścił Wolkana na początku incydentu V’ger, powracając do służby w Gwiezdnej Flocie. Został awansowany do stopnia kapitana, a następnie mianowany instruktorem w Akademii Gwiezdnej Floty i niedługo później dowódcą Enterprise.
Spock poświęcił życie podczas incydentu Genesis i walki z Khanem, ratując Enterprise i jej załogę. Tak zwany Efekt Genesis doprowadził do regeneracji jego ciała, chociaż umysł pozostał „czystą kartą”. Tuż przed śmiercią Spock przekazał swoją katrę doktorowi Leonardowi McCoyowi. Ciało Spocka powróciło na Wolkana, gdzie zostało ponownie połączone z jego katrą podczas rytuału fal-tor-pan. Po kilku miesiącach reedukacji, Spock powrócił do normalnego życia. Udał się na Ziemię, gdzie brał udział w procesie Kirka, McCoya, Sulu, Chekova i Uhury. Odegrał dużą rolę przy incydencie z Obcą Sondą.
W późniejszym czasie Spock został mianowany, podobnie jak jego ojciec Sarek, ambasadorem Federacji. Obecnie Spock ukrywa się na Romulusie ucząc i organizując dysydentów, którzy mają nadzieję zacząć proces podobny do Wielkiej Reformy Suraka na Wolkanie. Mają oni nadzieję, że w przyszłości rządy totalitarne upadną, otwierając drogę do unifikacji Wolkan i Romulan oraz do wstąpienia Romulan do Federacji.